# Uranotaenia solomonis
Uranotaenia solomonis is een muggensoort uit de familie van de steekmuggen (Culicidae). De wetenschappelijke naam van de soort is voor het eerst geldig gepubliceerd in 1953 door John Nicholas Belkin.